# 쓰시마 교통
쓰시마 교통(대마교통)(対馬交通)은 일본 나가사키현 쓰시마시의 버스 운송업체이다.

## 노선
쓰시마섬의 중심지이기도 하는 남단부의 이즈하라지구 이즈하라에 있는 이즈하라 버스 정류장을 중심으로 쓰시마섬 전 지역에 걸쳐 노선을 가지고 있다. 섬의 북단부의 히타카쓰, 중앙부의 니이 마을에도 영업 거점을 가지고 있지만, 반드시 이즈하라가 중심이 되어 운행하고 있다. 또한 장거리 노선이 많기 때문에, 각 노선의 종점에 주차장을 마련하여 영업소까지 가지 않고 주차장에서 야간에도 주박한다. 버스 이용자 수의 따라 항구, 공항, 주요 병원, 학교 등을 통한 노선이 대부분이다.
구간 전체가 국도 382호선을 통과하며, 이즈하라 ↔ 쓰시마 공항 ↔ 니이 ↔ 미네 ↔ 히타카쓰 노선(종관선)은 길이가 100 km에 근접하며, 2시간 40분동안 쓰시마섬을 종관한다. 2000년 중반부터 매년 여름 방학 기간에 1,000엔에 1일 프리패스권(１ヶ月フリーパス券)을 발매하고 있다. 2007년부터는 주말과 공휴일에 이용이 가능하며, 현재 외국인을 대상으로 사용이 가능하다.
그 외에도 정기 관광버스의 운행과 쓰시마시 스쿨버스의 수탁 운행도 하고 있다.

### 공항 버스
2012년 12월 21일부터 이즈하라와 쓰시마 공항을 이어주는 셔틀버스도 운행중이다. 이즈하라와 공항을 20분에 연결하고 있으며, 일반적으로 30분 정도가 걸린다.

## 주요 차량

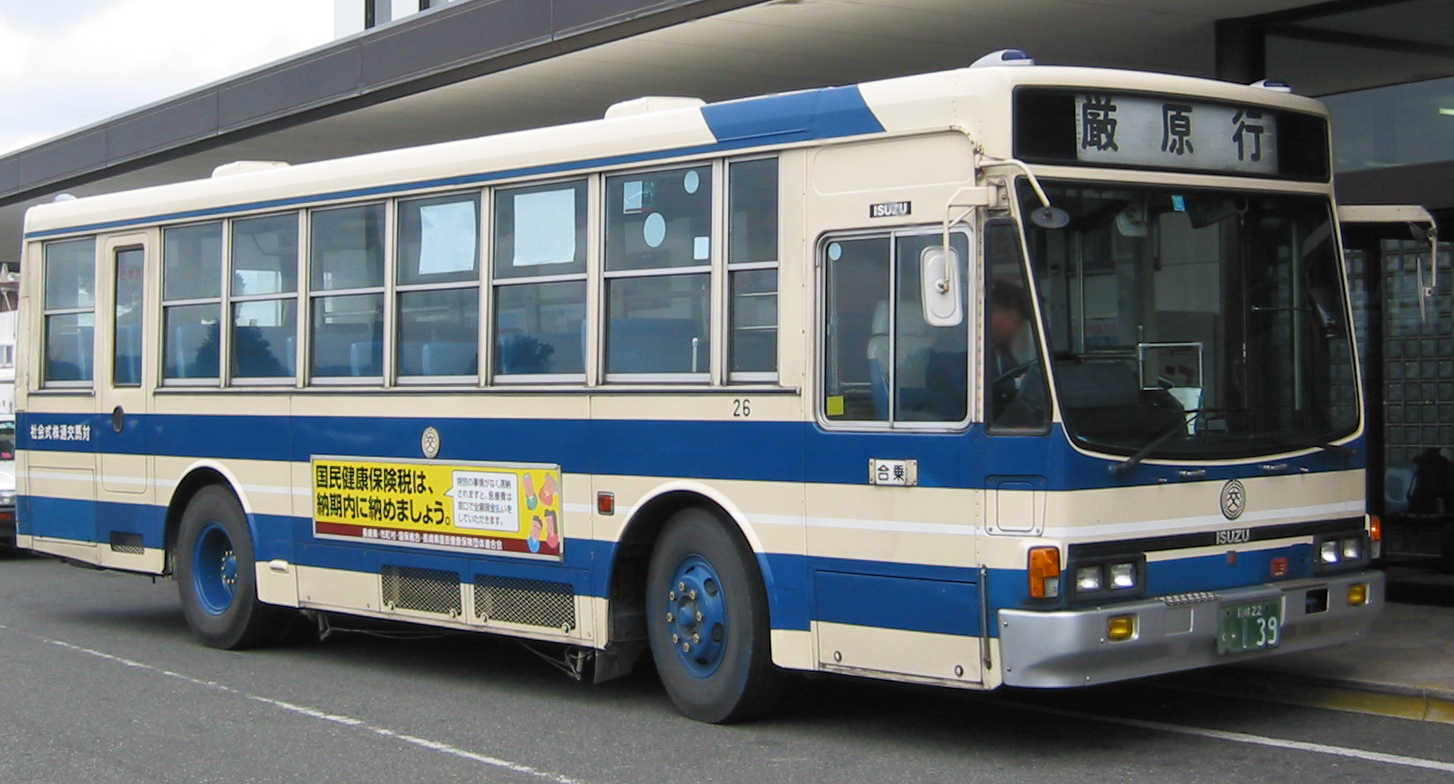
일반 노선 차량 (2003년 2월)

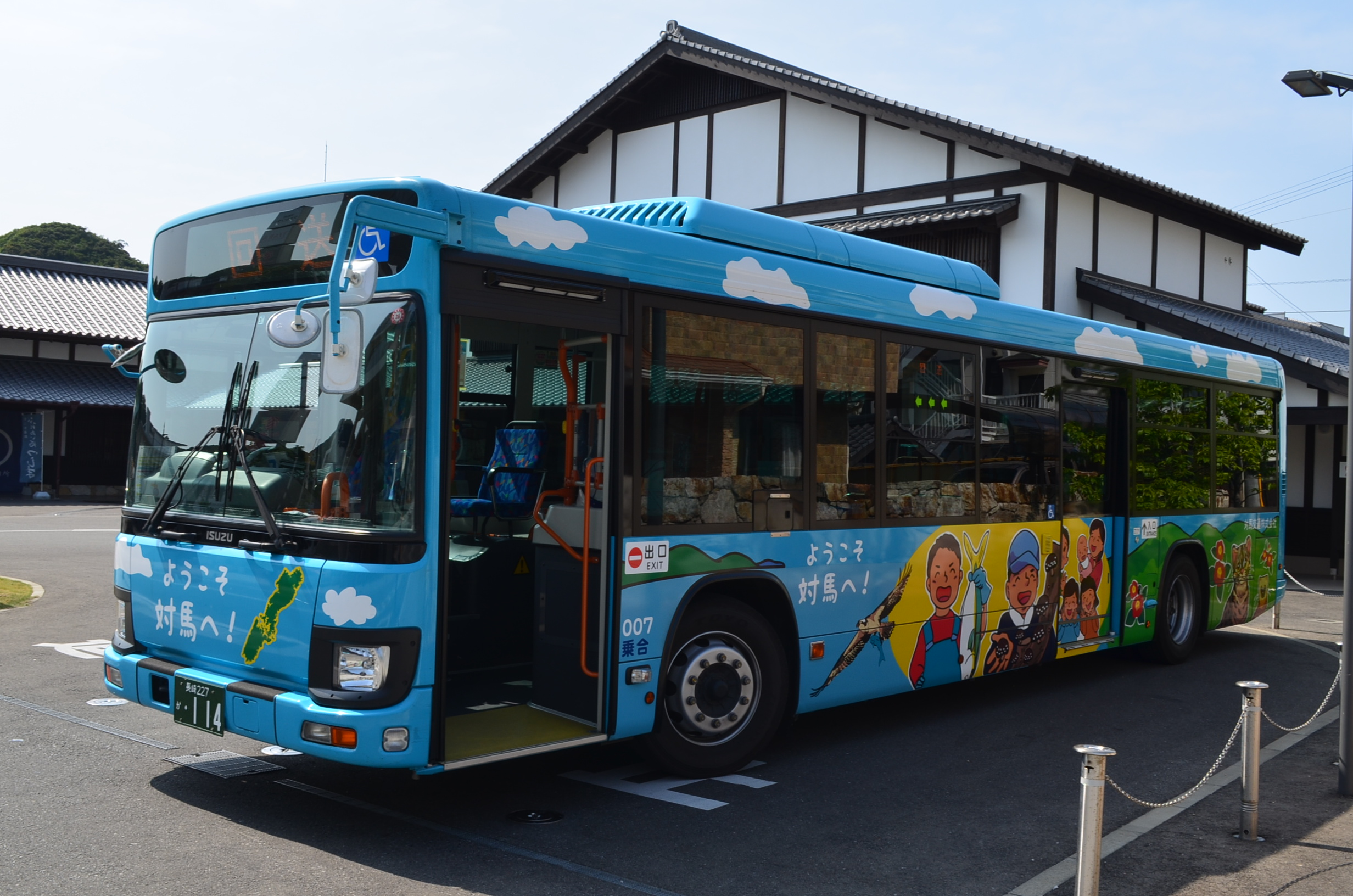
2016년에 도입하였던 이스즈 엘가의 저상버스 차량이다. (2017년 6월 촬영)

이 업체의 차량은 대한민국의 대우자동차(현재의 자일대우버스)에서 만든 버스 차종(BS090, BS105, BS106 등)의 원형을 가진 이스즈 자동차의 버스 차종을 주력 차종으로 이용하고 있으며, 지금은 저상버스 형태의 차량으로 운행하고 있다. 그래서 이 업체가 이스즈 자동차의 정비 기지를 수탁 및 위탁하여 관리되고 있다.

## 특이 사항
- 이 버스를 히타카쓰에서 이즈하라까지 논스톱으로 버스를 직접 이용할 경우 비용은 3,360엔(약 33,600원으로 웬만하면 거의 고속버스 요금 수준)으로 가장 비싸다.
- 이 버스의 운임 체계는 시외버스 운임 체계로 징수되며 기본 요금도 역시 140 ~ 170엔(약 1,400 ~ 1,700원으로 서울시내버스 요금이나 대한민국의 지방 농어촌 버스 기본 요금과 유사)으로 징수하는 원칙을 둔다.

## 같이 보기
- 쓰시마 시영 버스